# Glasenapp

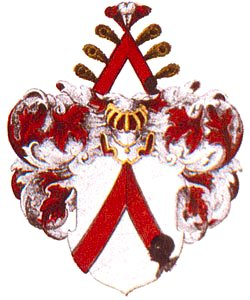
Herb rodu von Glasenapp

Glasenapp – pomorski ród szlachecki, którego początki sięgają XIII w.  
Nazwisko to pojawia się po raz pierwszy na Pomorzu w dokumencie wystawionym w dniu 5 kwietnia 1287 roku, przez biskupa kamieńskiego Hermana von Gleichen. Dokument dotyczy nadania mieszczanom kołobrzeskim połowy gruntów we wsi Niekanin, które wcześniej należały do Wilhelma von Glasenapp i jego synów Luberta (Lubbona) i Bertolda. 

## Przedstawiciele rodu von Glasenapp
- Otto Georg Bogislaf von Glasenapp
- Franz Georg von Glasenapp

## Miejsca związane z rodem von Glasenapp
- Wardyń Dolny
- Białowąs
- Sucha (powiat szczecinecki)
- Godzisław (województwo zachodniopomorskie)
- Gąsków
- Stary Chwalim
- Garbno (województwo zachodniopomorskie)
- Stare Ludzicko
- Sierakowo Sławieńskie
- Barzkowice
- Dzięciołowo (województwo zachodniopomorskie)
- Doble
- Barwice
- Lubogoszcz, Mieszałki, Nosibądy - lenna rodziny Glasenapp[2]
- Świdwin - Otto Georg Bogislaf von Glasenapp honorowym obywatelem miasta.